# Esplanade Charles-Axel-Guillaumot
L'esplanade Charles-Axel-Guillaumot est une place située dans le quartier du Petit-Montrouge du 14e arrondissement de Paris.

## Situation et accès
L'esplanade Charles-Axel-Guillaumot est située à proximité de la gare Denfert-Rochereau près de l’entrée des catacombes et du siège historique de l'Inspection générale des carrières.
Elle est desservie à proximité par les lignes 4 et 6 à la station Denfert-Rochereau.

## Origine du nom

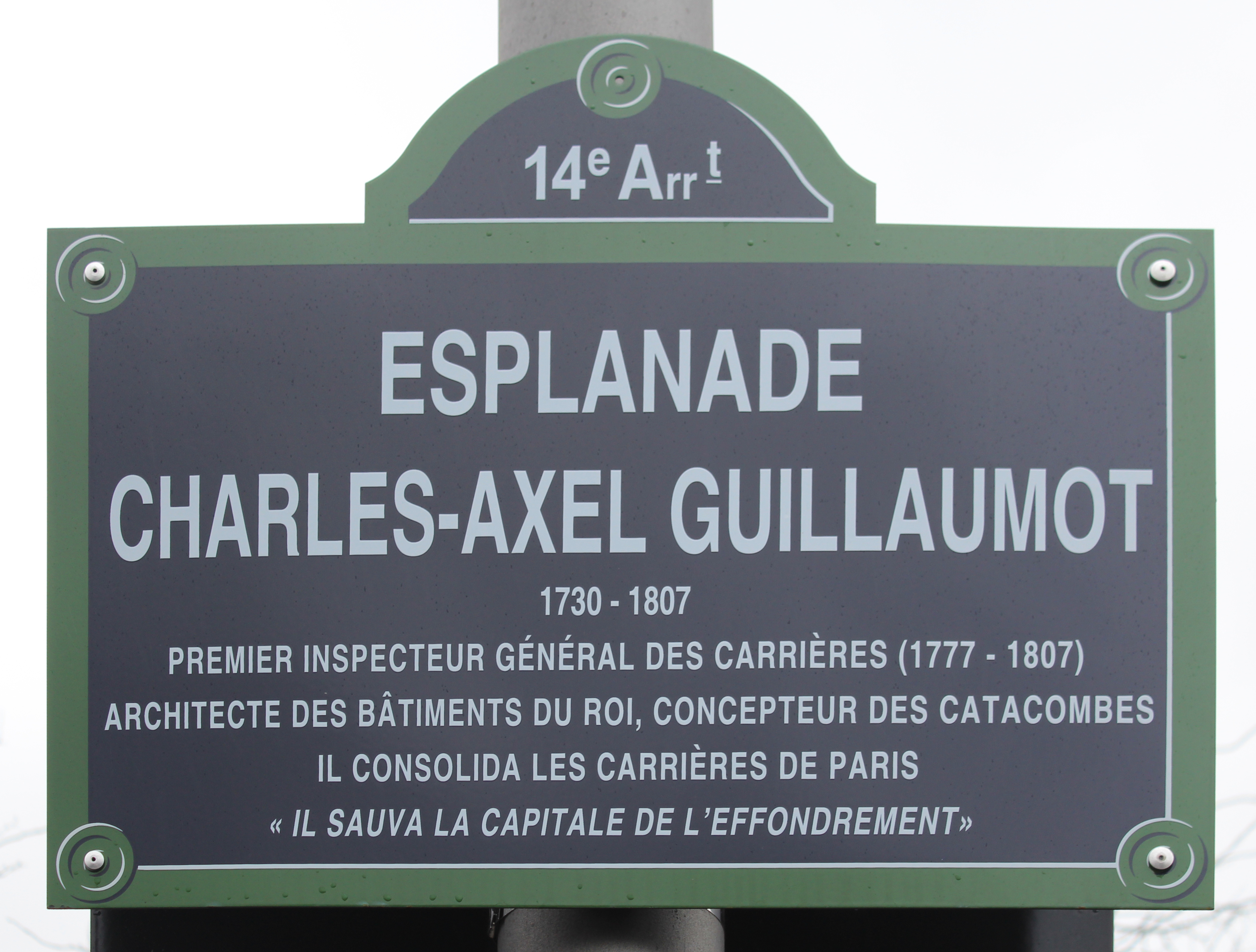
Plaque de l'esplanade.

Elle porte le nom du premier inspecteur général des carrières, Charles-Axel Guillaumot (1730-1807), architecte des bâtiments du roi, concepteur des catacombes qui consolida les carrières de Paris, « sauvant la capitale de l'effondrement, ».

## Historique
Ancienne portion de la place Denfert-Rochereau, l'espace situé à l'endroit même où Guillaumot réalisa ses premiers travaux, prend le 4 octobre 2017 le nom d'« esplanade Charles-Axel-Guillaumot ». Le nom de Guillaumot a été donné à cette portion de la place sur l'initiative d'un groupe de cataphiles soucieux d'honorer le souvenir du travail précieux effectué par l'ingénieur qui créa le service chargé de la consolidation des carrières de Paris et plaines adjacentes.

## Bâtiments remarquables et lieux de mémoire
- L'entrée des catacombes de Paris.
- Plaque commémorative[5].
- Le Lion de Belfort.